# Ливингстон (Јужна Каролина)
Ливингстон (енгл. Livingston) град је у америчкој савезној држави Јужна Каролина.

## Демографија
По попису из 2010. године број становника је 136, што је 12 (-8,1%) становника мање него 2000. године.
| Група             | 2000.       | 2010.       |
| Белци             | 121 (81,8%) | 101 (74,3%) |
| Афроамериканци    | 23 (15,5%)  | 34 (25,0%)  |
| Азијати           | 0 (0,0%)    | 0 (0,0%)    |
| Хиспаноамериканци | 0 (0,0%)    | 0 (0,0%)    |
| Укупно            | 148         | 136         |